# گمینا کلوکی
گمینا کلوکی (به لهستانی:  Gmina Kluki) یک گمینا در لهستان است که در شهرستان بوخاتوف واقع شده‌است. گمینا کلوکی ۱۱۸٫۵ کیلومتر مربع مساحت و ۳٬۹۴۹ نفر جمعیت دارد.